# Radhanath Sikdar
Radhanath Sikdar (bengali : রাধানাথ শিকদার) (1813-1870) était un mathématicien et topographe du Bengale qui calcula par des calculs trigonométriques la hauteur du « Peak XV » dans l'Himalaya et découvrit qu'il s'agissait de la plus haute montagne au-dessus du niveau de la mer. Le « Peak XV » a plus tard été nommé le mont Everest. 